# Els Casimiros
Els Casimiros fou un grup de grallers del Vendrell de principis del segle xx, famosos per tocar peces ballables amb gralles llargues, tot i que sembla que també van participar en actuacions castelleres. Hi ha documentades quatre actuacions: la primera, a la Festa Major de la Bisbal del Penedès, el 1928; una altra a Igualada l'any 1930, per a fer matinades, concert i ball, i on sembla que també hi actuaren Els Pelegrins; l'any següent repetiren a Igualada, i finalment hi ha documentada una actuació a Vilanova, el 1935.
El 1909 trobem la primera prova de l'existència d'aquesta colla que en un inici estava formada per: Ramon Batet («Ramon de Papiolet») com a primera gralla, Jaume Calvet i Cabanyol («Jaume dels Plans») com a segona gralla, Casimir Coll i Morros («Casimiro graller») com a baix i Pau Mercadé i Valls («Pau Salvet») com a timbaler. Casimir Coll n'era el líder i donà nom a la colla i sembla que a finals del segle xix formava parella amb el seu germà Joan, en una formació que ja s'anomenava «Els Casimiros». Coll era un constructor d'inxes reconegut de l'època i tocava amb una gralla de cinc claus del constructor Onofre Pomar de Barcelona.
A finals de la dècada dels anys deu, hi hagué canvis en la configuració del grup. Jaume Calvet deixà la colla, ja que fou detingut acusat d'assassinar el president de l'Associació de Popietaris del Vendrell Joan Nin Porta. Ramon Batet («Ramon de Papiolet») també deixa la colla en aquesta època. En substitució d'un i altre entrarien a formar part de la colla Isidre Mercadé i Vidal («Isidro Caterí») i Salvador Carbó i Puig («Rateta de l'Arboç») que faria de segona gralla. A la dècada dels vint plegà Caterí que fou substituit per Joan Farré («Joan de Puigpelat») i Joan Sans i Sonet («Janet de l'Aleix») i Joan Vallès («El Bellas») s'alternaren al timbal.
A partir de 1936 per desavinences entre els membres de la colla Casimir Coll va deixar de tocar i el grup canvià de nom. Així doncs, l'última formació de la colla, abans del 1936 fou: Joan Farré («Joan de Puigpelat») com a primera gralla, Josep Amorós i Marrugat («Ros Violí») com a segona gralla i baix, Casimir Coll i Morros («Casimiro») com a baix i Joan Sans i Sonet («Janet de l'Aleix») com a timbaler. Després de la sortida del grup de Casimir Coll, el grup passaria a anomenar-se «Els Caterins».